# Поливальниця

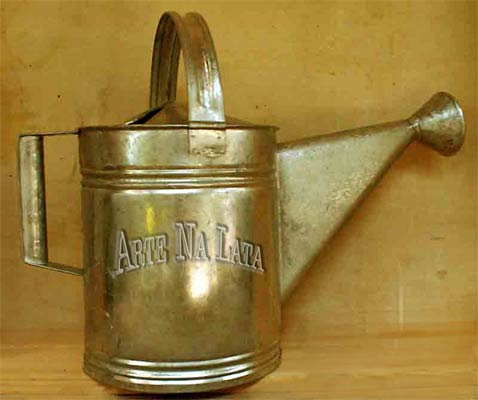
Металева лійка

Полива́льниця (також лійка) — ємність з трубкою, яку використовують для поливу рослин. По суті це контейнер циліндричної або еліпсоподібної в перерізі форми, верхня поверхня якого має отвір для заливання всередину води, який має трубку-носик та ручку для перенесення та поливання.

## Історія
Термін «поливальниця» (англ. watering can) вперше з'явився 1692 року, в щоденнику садівника, що доглядав за садом лорда Тімоті Джорджа з Корнуоллу (доти в англійській мові цей пристрій був відомий як watering pot). 1885 року нова конструкція була запатентована Майклом Дісом. Він замінив верхню ручку простою округлою ручкою позаду. Лійки зараз використовуються у повсякденному житті для різноманітних потреб.

О. Ренуар Дівчинка з поливальницею, 1876

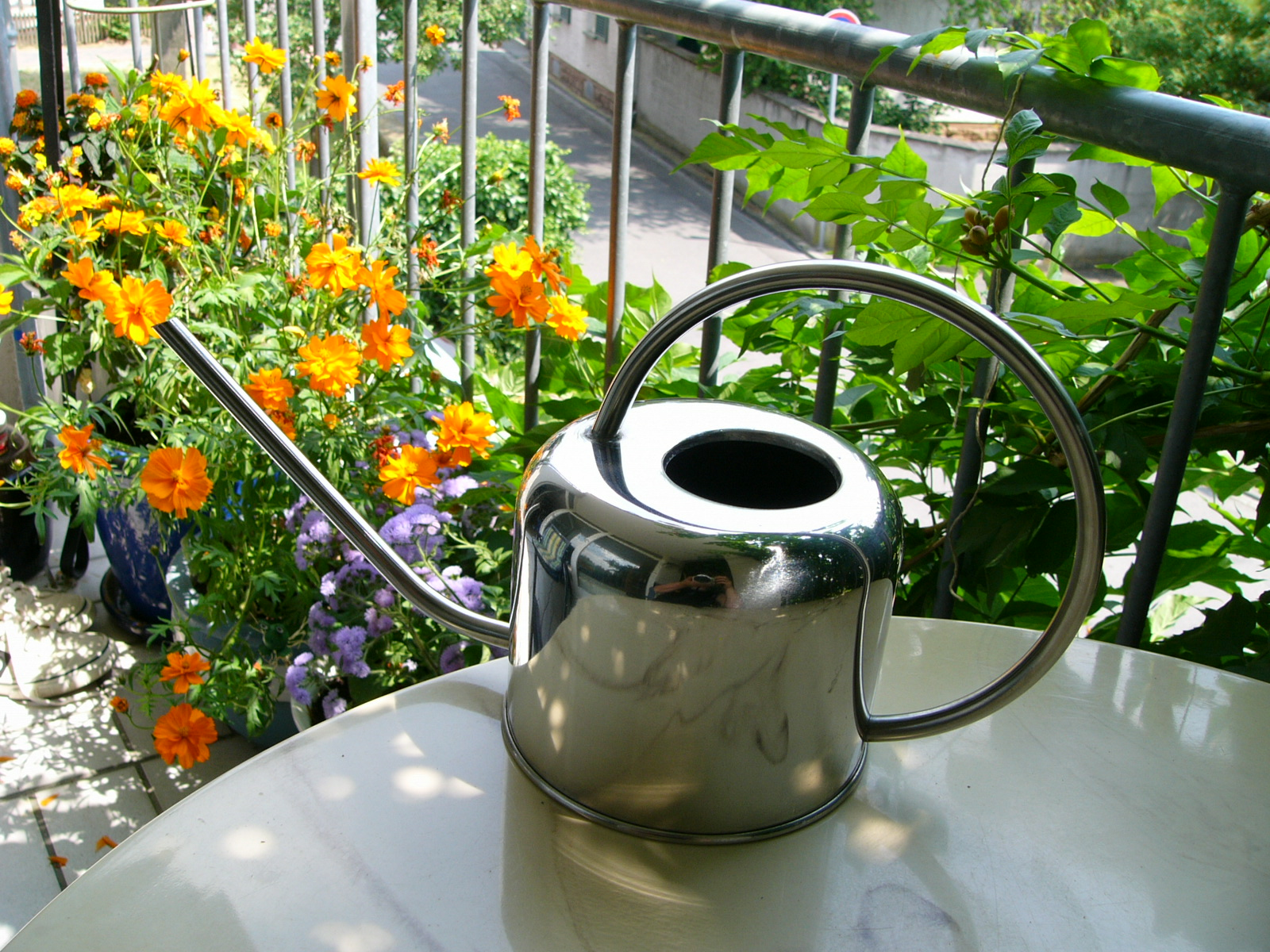
Поливальниця для кімнатних рослин

## Будова і використання
Складовими частинами поливальниці є корпус, ручка, носик і розсіювач. Спеціальна форма дає можливість скеровувати струмені води в потрібне місце. За допомогою розсіювача (зазвичай знімного) поливальниця може поливати рослини подібно до дощу.
Поливальниці виробляють з оцинкованої сталі, а також з поліетилену, кераміки та інших матеріалів.
Для кімнатних рослин використовують поливальниці менших розмірів (найчастіше ємністю до двох літрів), хоча з більшими вимогами до оформлення зовнішнього вигляду, ніж у великих поливальниць (ємність до 15 л) для садівництва. Крім того, вони мають довший носик порівняно з розмірами корпусу, ніж великі.

## Поливальниця в мистецтві
Хоча поливальниця є предметом широкого вжитку, вона знайшла застосування в мистецтві, як доводить картина О. Ренуара «Дівчинка з поливальницею» (1876).
Альтернативна літературна газета Німеччини 1970-х років називалася «Поливальниця» (нім. «Die Gießkanne»).
Рівномірний розподіл води розсіювачем призвів до появи поняття «Принцип поливальниці».